# Wijk Savelkoul
Wijk Savelkoul of Hof Savelkoul is een wijk te Mortsel, in de Belgische provincie Antwerpen. De wijk ligt ingesloten tussen spoorlijn 27 in het westen, spoorlijn 15 en de Koude Beek in het oosten en de Liersesteenweg in het zuiden. Sinds 2012 is er een gelijknamige tram- en bushalte, voor de ingang van de straat Hof Savelkoul.

## Geschiedenis
De wijk Savelkoul heeft zijn oorsprong in de aanleg van een kasteel van de familie Savelkoul. De achternaam Savelkoul werd tot het einde van de zeventiende eeuw geschreven als op die Savelcuyl. Op 11 maart 1904 werd er een aanvraag ingediend om een brug te mogen leggen over de gracht aan de Liersesteenweg 307. Op 1 september 1904 werd gevraagd om er een kasteel te bouwen. Een dikke maand later, op 8 oktober 1904, werd verzocht om een afsluiting te mogen plaatsen.
Uiteindelijk werd in 1907, op de huidige locatie van Wijk Savelkoul, een kasteel gebouwd. De totale oppervlakte van alle gebouwen was 380 vierkante meter. Rondom dit kasteel was een park met onder andere een grote beukendreef. Het kasteel was zijn volledige bestaan in het bezit van de familie Savelkoul. Het werd gebouwd als buitenverblijf voor de Antwerpse koopman Hubertus "Hubert" Savelkoul-Leconte (Born, 22 maart 1862 - Pau, 6 februari 1925). Savelkoul-Leconte is de stichter van de kledingzaken Savelkoul die in Nederland, België en Nederlands-Indië gevestigd waren. De hoofdzetel van zijn bedrijf bevond zich in Antwerpen, en meer bepaald in de Kipdorpstraat, de Paternosterstraat en de Huidevettersstraat.
De Tweede Wereldoorlog brak uit, en het kasteel werd ingenomen door het Belgisch leger. In augustus 1940 zou er rond het kasteel het toneelstuk De Molen van Sans-Souci worden gespeeld, ten voordele van de Sint-Jozefkerk. Door het uitbreken van de oorlog heeft dit waarschijnlijk nooit plaatsgevonden. Later kwamen er Franse troepen in het kasteel. Tot eind 1942 werd het kasteel in gebruik genomen door het Duitse Flieger Horstkommandantur om soldaten in te kwartieren. Vanaf dan werd het kasteel door de Vrijwillige Vrouwelijke Arbeidsdienst voor Vlaanderen in gebruik genomen. Dit was de vrouwenafdeling van de Vrijwillige Arbeidsdienst voor Vlaanderen. Dit gebeurde bijvoorbeeld ook met Kasteel de Bist te Kessel.
Kasteel Savelkoul werd toen hernoemd naar Kamp Zonnehoeve en werd een opleidingskamp voor jonge vrouwen. Regelmatig werden deze vrouwen tewerk gesteld bij gezinnen of landbouwers die nood hadden aan een extra helpende hand. Daarnaast hielpen ze met de opkuis na het bombardement op Mortsel op 5 april 1943, nog steeds het grootste bombardement ooit in België. Het kasteel zelf bleef hierbij wel gespaard. Rondom het kasteel zou volgens een krantenartikel in Volk en Staat uit juli 1943 een warande te vinden zijn, er werd dus waarschijnlijk gejaagd. In juni 1944 veranderde de naam van het kasteel naar Kamp Maria Van Aerden. Van Aerden was een Vlaamse vrouw die gedurende de oorlog werkte voor het Duitse Rode Kruis. Ze overleed in april 1944 tijdens een luchtaanval op een lazaret waar ze werkte. Voor haar werk na een aanval op Hamburg kreeg ze van de nazi's een Kruis voor Oorlogsverdienste der IIe Klasse.
Op 19 januari 1945 brak er een brand uit in het kasteel, dat toen in de handen was van de 5e Infanteriedivisie uit het Verenigd Koninkrijk. Het kasteel was binnenin uitgebrand en de verdiepingen waren ingezakt. Enkel de buitenmuren stonden nog deels recht. Op 2 februari 1945 om half vijf 's middags viel er op het domein een Duitse V1 of V2. Hierbij vielen geen slachtoffers, maar een naburige boerderij liep wel veel schade op. Op 30 mei 1954 werd op het landgoed het toneelstuk Kabouters in de Stad, in de regie van Mark Liebrecht, gespeeld. Hiervoor daagden vijfhonderd toeschouwers op, en er deden zo'n driehonderd figuranten mee. De overblijfselen van het kasteel werden gesloopt.

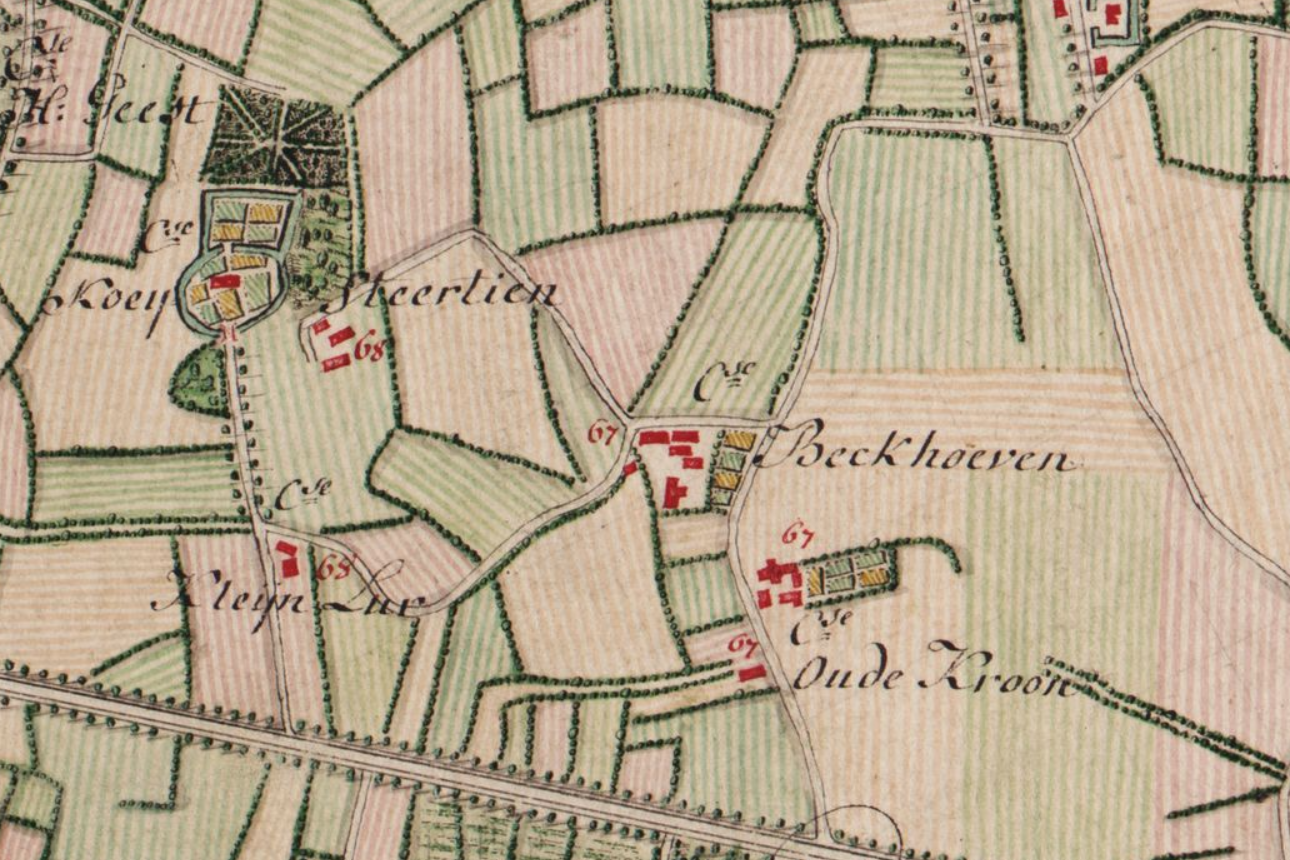
Kasteel Koeisteert op een kaart van Ferraris, gemaakt tussen 1771 en 1778

Een ander, kleiner, gedeelte van de wijk is Koeisteert, waarnaar de huidige Koeisteerthofdreef verwijst. De geschiedenis van dit deel van de wijk gaat veel verder terug dan Savelkoul. De naam Koeisteert verwijst naar een kasteel dat hier ooit stond. Aanvankelijk heette dit Hof van Wolscate, waarnaar de hedendaagse Wolschaerderveldenstraat (ten zuiden van de Liersesteenweg) verwijst. De oudste vermelding hiervan dateert uit de 14e eeuw. Tussen 1577 en 1585 werd het kasteel platgelegd en afgebrand, ten gevolge van enkele oorlogen. Halverwege de 17e eeuw en begin 18e eeuw wordt het gebouw echter opnieuw vermeld, waarna op kaarten uit eind 18e eeuw, zoals de Ferrariskaarten uit 1770, de namen Koey Steertien, Koeij Stertien, Koey Steeraen en Koy Steertien verschijnen. In 1791 wordt voor het eerst de huidige naam vermeld, in een aantekening over een jongeman die door het ijs was gezakt in de gracht van Koeisteert. Het domein kwam in 1869 in handen van de familie Meyers-Bosschaert, en was toen meer dan 46 hectare groot. Het gebouw dat er destijds stond werd aan het begin van de Eerste Wereldoorlog vernietigd door het Belgisch leger, omwille van de strategische ligging bij Fort 4. De bomen op het terrein werden eveneens gekapt, om een open zicht te hebben. 

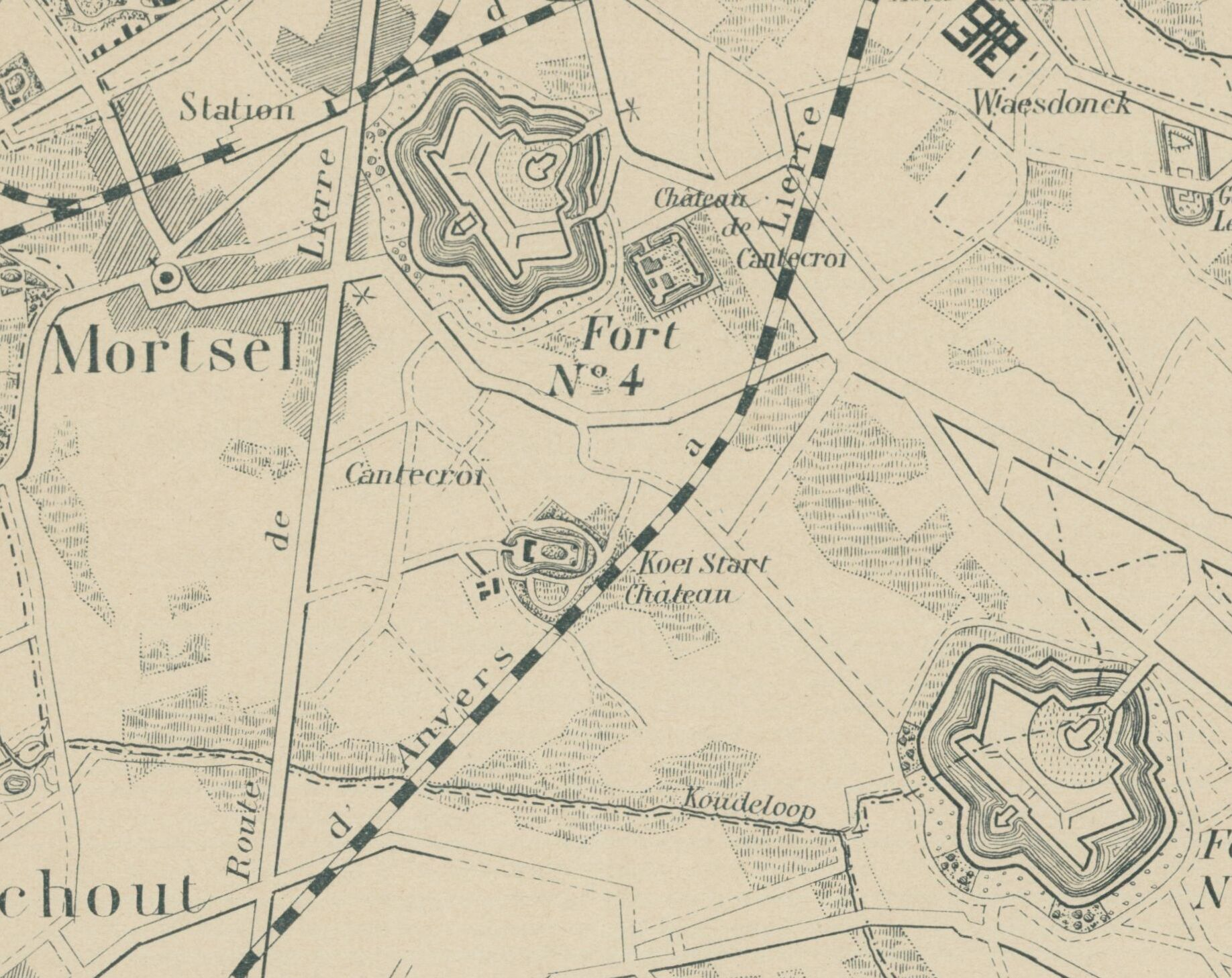
Kasteel Koeisteert en zijn omgeving; Fort 4, Cantecroy, Fort 5 en spoorlijn 15 op een kaart uit 1914. Kasteel Savelkoul, dat toen al was gebouwd, is hierop niet te zien.

In maart 1935 valt er in de krant De Standaard te lezen dat er een wandeling langs Koeisteert zou plaatsvinden, in juli 1939 blijkt het gebied in beheer te zijn van scoutsgroep Gouw Antwerpen. In diezelfde periode verscheen N.V. Houtindustrie Aubry in de wijk, vlak naast de plek waar kasteel Koeisteert stond. In 1956 was er een brand met weinig gevolgen, gevolgd door twee grote branden in 1959 en 1960, die de infrastructuur tot tweemaal toe vernielden. Aubry zou plaatsmaken voor tennisclub de Blauwe Regen die in september 1978 de deuren opende. Ook deze nieuwe bewoners kregen enkele branden te verwerken, zo brandde in 1983 de keuken af, en een jaar later het volledige squashcomplex. Desalniettemin bestaat de club anno 2022 nog steeds.
Doorheen de geschiedenis werden minstens twee boeken geschreven over Koeisteert, het eerste in 1889 door Jan-Baptist Stockmans, die in 1860 was geboren in Mortsel. Het tweede boek werd ergens in de twintigste eeuw geschreven door Frans De Groodt, die eveneens schreef over het naburige Kasteel Cantecroy.
Eind 1955 werd voor het eerst aangegeven dat er plannen waren om het gebied te verkavelen. Op dat moment wilde men er nog een villawijk bouwen. In oktober 1959 verscheen in Gazet van Antwerpen dat de wegenwerken binnenkort zouden starten. Zowel Savelkoul als Koeisteert werden gedurende de jaren zestig en zeventig verkaveld, al zijn er anno 2021 nog een aantal gebieden onbebouwd woonuitbreidingsgebied. Op 24 oktober 1961 werd de eerste straat, in wat Wijk Savelkoul ging heten, benoemd als Hof Savelkoul.
In 1981 kwam de wijk in het nieuws na enkele protestacties. Bebouwing aan de oostzijde van de Priester Poppestraat zorgde dat er een groot deel van het Park Savelkoul verdween, de acties zorgden er echter voor dat de rest van het park wel bewaard is gebleven, en in 1988 werd het door Mortsel in erfpacht genomen. De actievoerders, voornamelijk kinderen, werden de bende van het eilandje genoemd, verwijzend naar het schiereilandje in de oude kasteelvijver. Het meest zuidelijke deel van het park werd echter nog lange tijd als stortplaats gebruikt, tot in 2011 werd beslist dat het stuk terug in het park moest worden opgenomen. In 1990 kwam er een tweede parkje bij, aan de Lieve Gruyaertstraat. De laatste grote werkzaamheden in de buurt van de wijk waren de aanleg van de fietsostrade met bijhorende fietsbrug en het bufferbekken, in de jaren '10.

## Straten

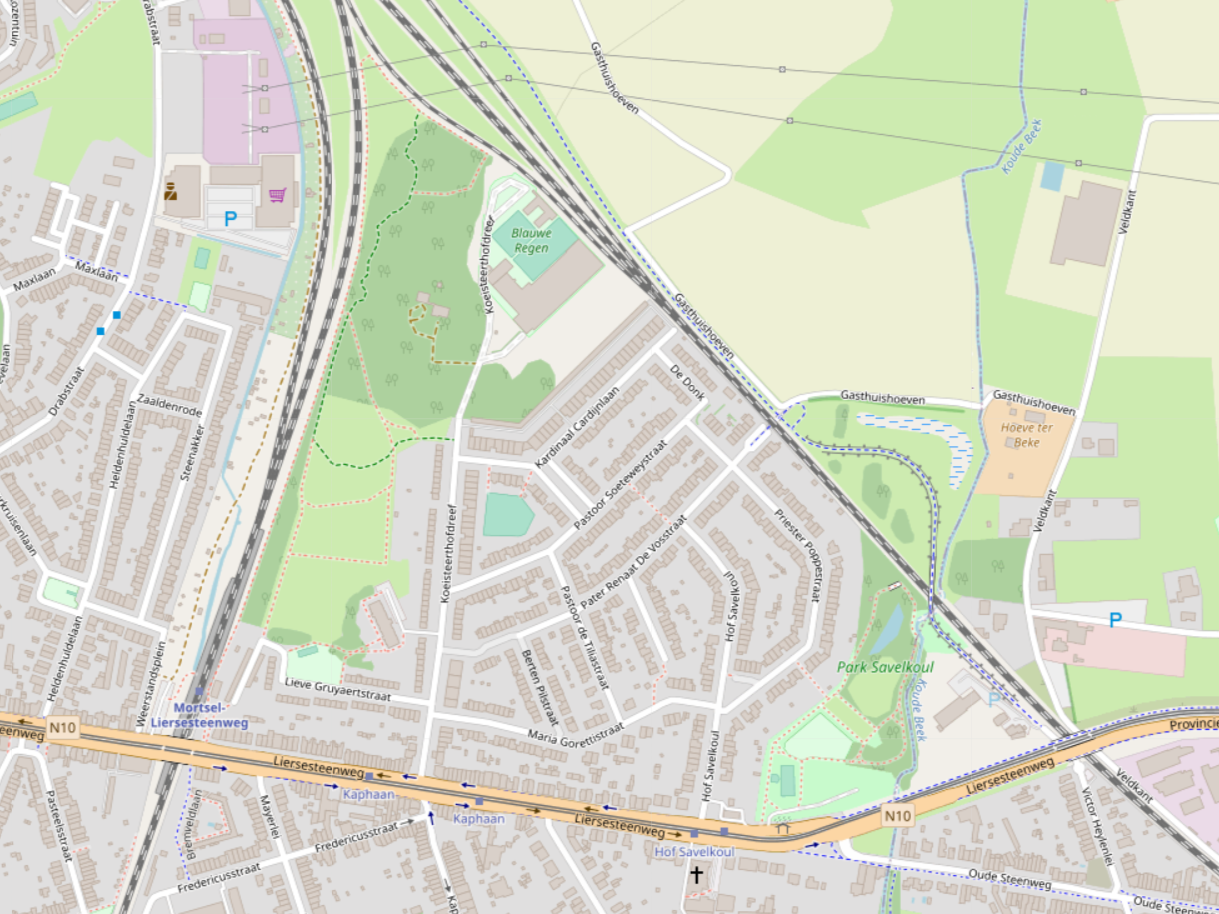
Stratenplan van de wijk, inclusief de nabije omgeving

### Huidig
- Hof Savelkoul (vernoemd naar Kasteel Savelkoul)
- Priester Poppestraat (vernoemd naar Edward Poppe)
- Pater Renaat De Vosstraat (vernoemd naar Renaat De Vos)
- De Donk (vernoemd naar de landvorm donk)
- Kardinaal Cardijnlaan (vernoemd naar Jozef Cardijn)
- Lobbesplein (vernoemd naar Folcuin van Lobbes)
- Koeisteerthofdreef (vernoemd naar Kasteel Koeisteert)
- Pastoor Soeteweystraat (vernoemd naar Louis Soetewey)
- Lieve Gruyaertstraat (vernoemd naar Lieve Gruyaert)
- Maria Gorettistraat (vernoemd naar Maria Goretti)
- Berten Pilstraat (vernoemd naar Berten Pil)
- Pastoor De Tiliastraat (vernoemd naar Egilius Tilia)
- Pastoor Deenstraat (vernoemd naar Pastoor Deen)

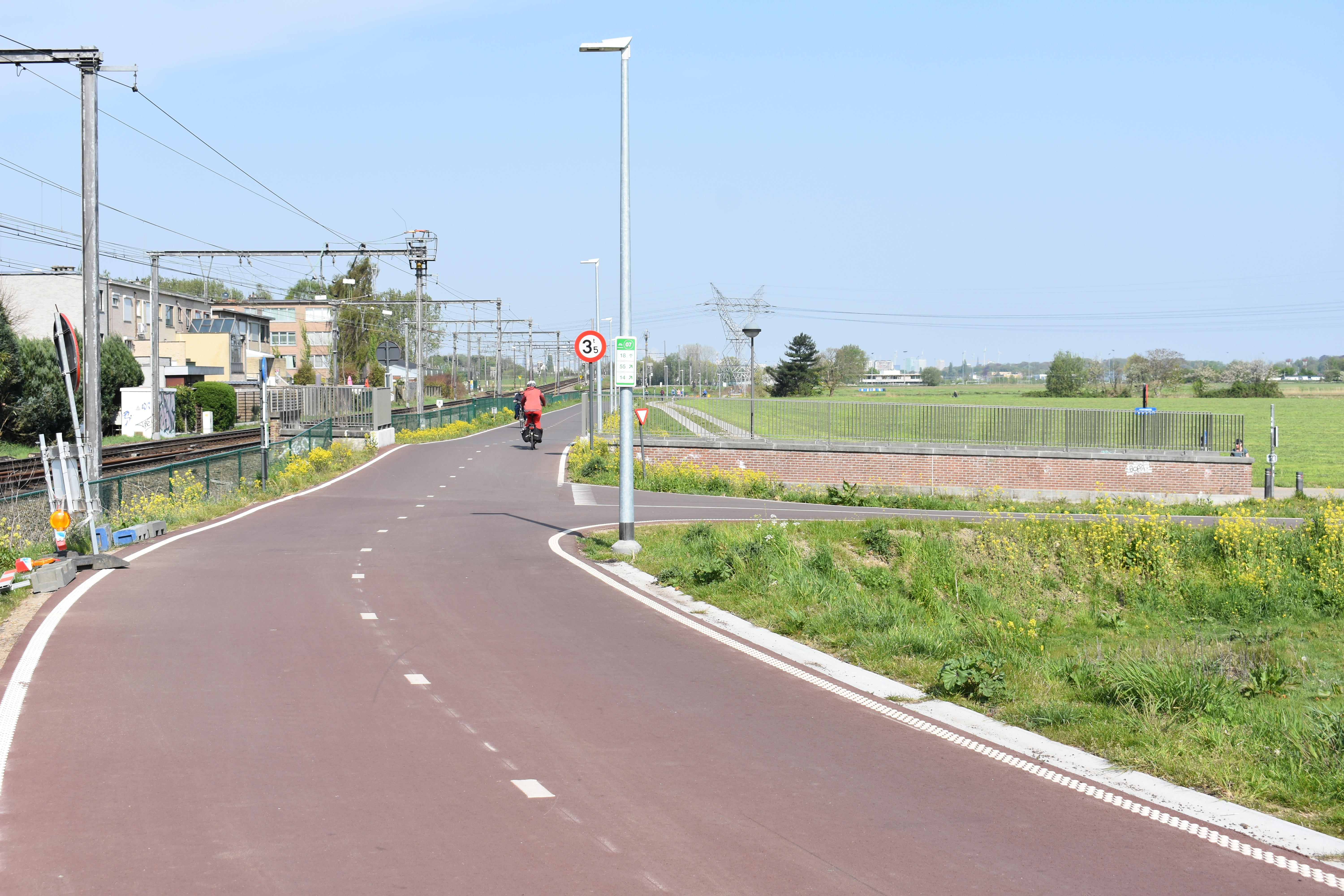
Fietssnelweg F11, met links huizen van De Donk en centraal de Pater Renaat De Vostunnel

### Overig
- Pater Renaat De Vostunnel[40]
- Park Savelkoul[41]
- Speelterrein Lieve Gruyaertstraat[42]

### Voormalig
- Voetweg nr. 29 (Oude voetweg tussen Liersesteenweg en Kasteel Koeisteert, in 1980 verdwenen bij verkaveling wijk.[43] In 1964 werd een stukje van de weg verlegd.[44])

## Fietsostrade
De F11 is een fietsostrade die Lier verbindt met Antwerpen. Deze loopt over de Pater Renaat De Vostunnel en steekt spoorlijn 15 ter hoogte van Park Savelkoul over door middel van een brug.

## Galerij

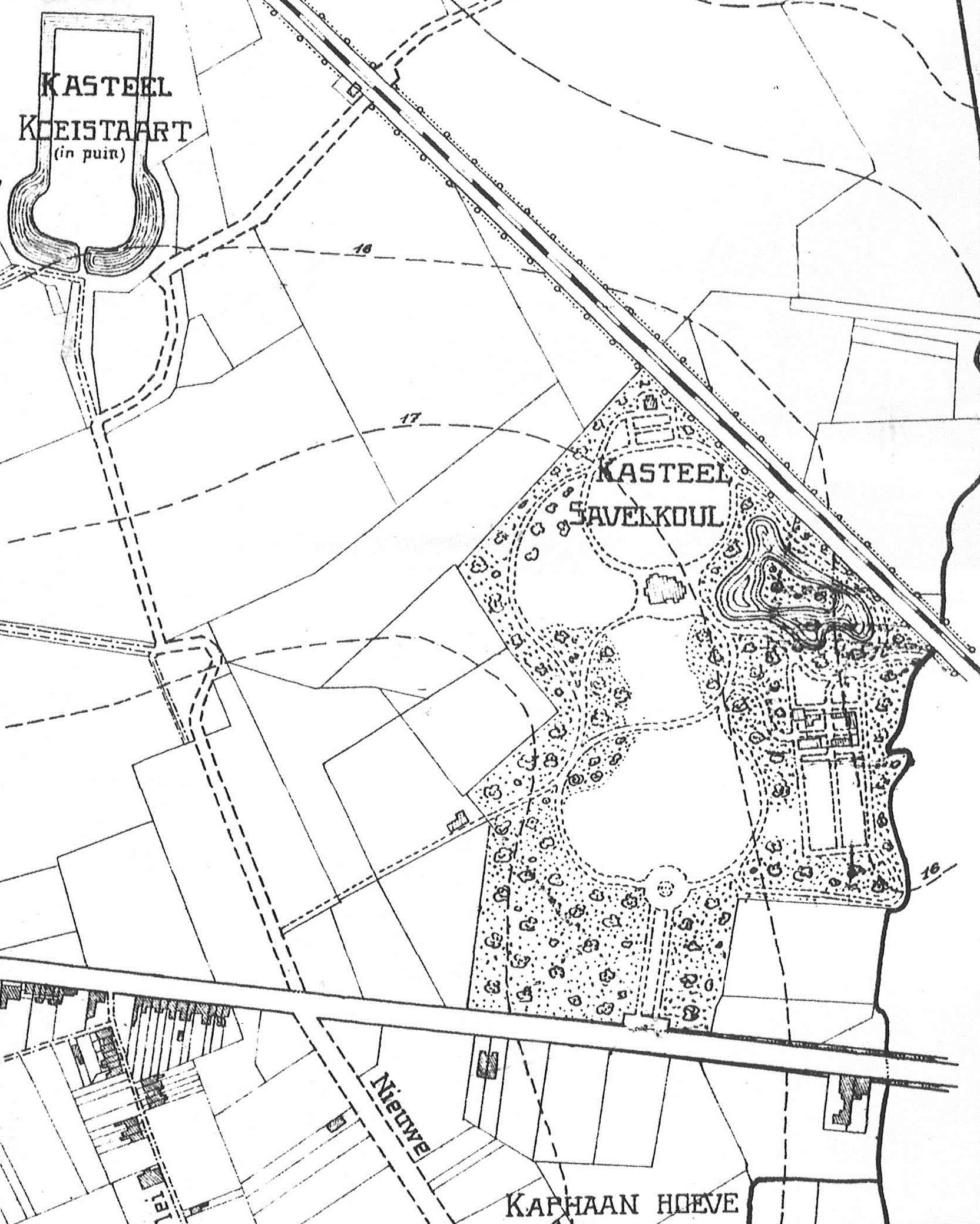
Kaart met hierop de twee historische kastelen
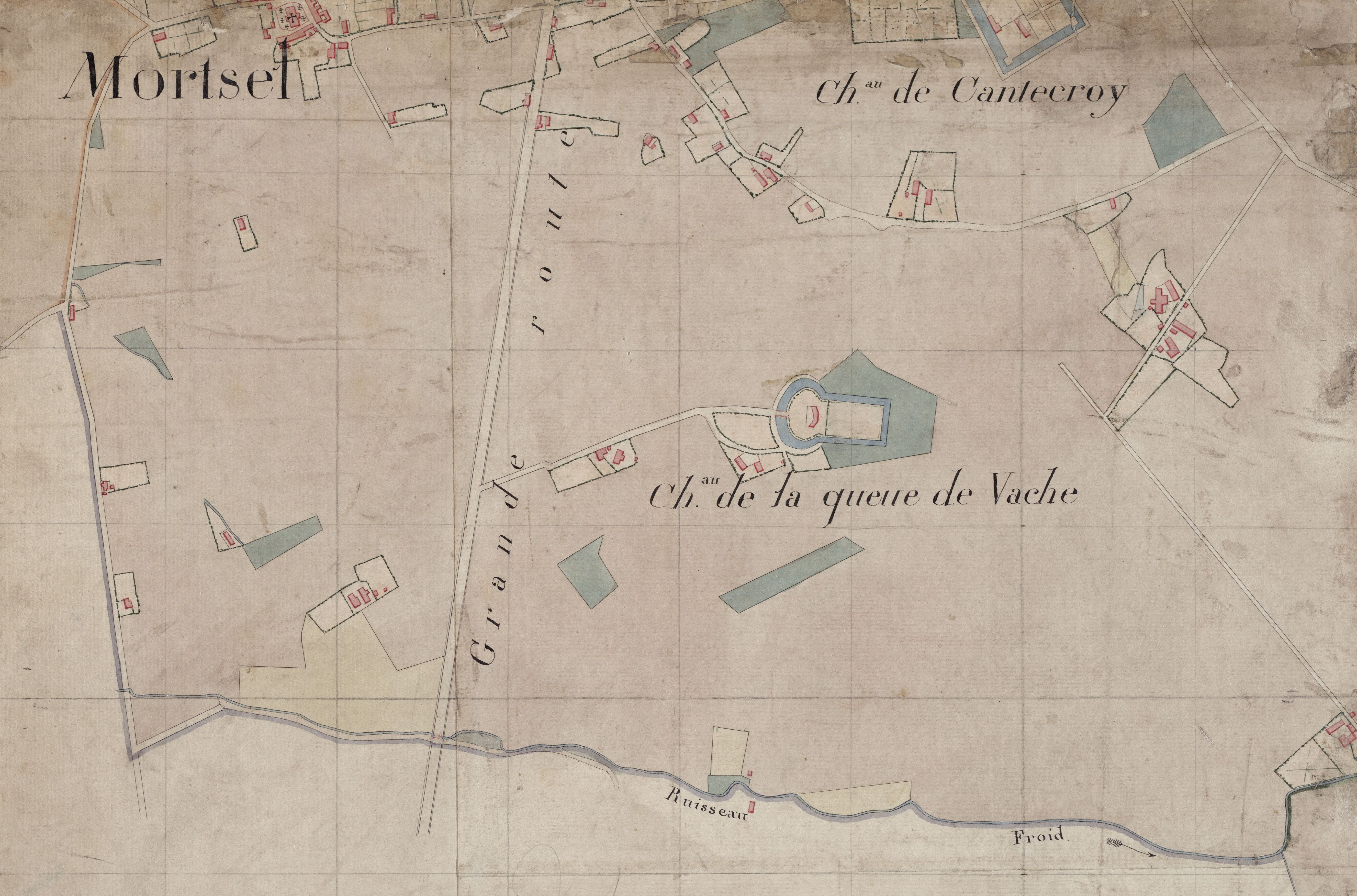
Kasteel Koeisteert (Chateau de la queue de Vache) samen met kasteel Cantecroy op een kaart uit 1809
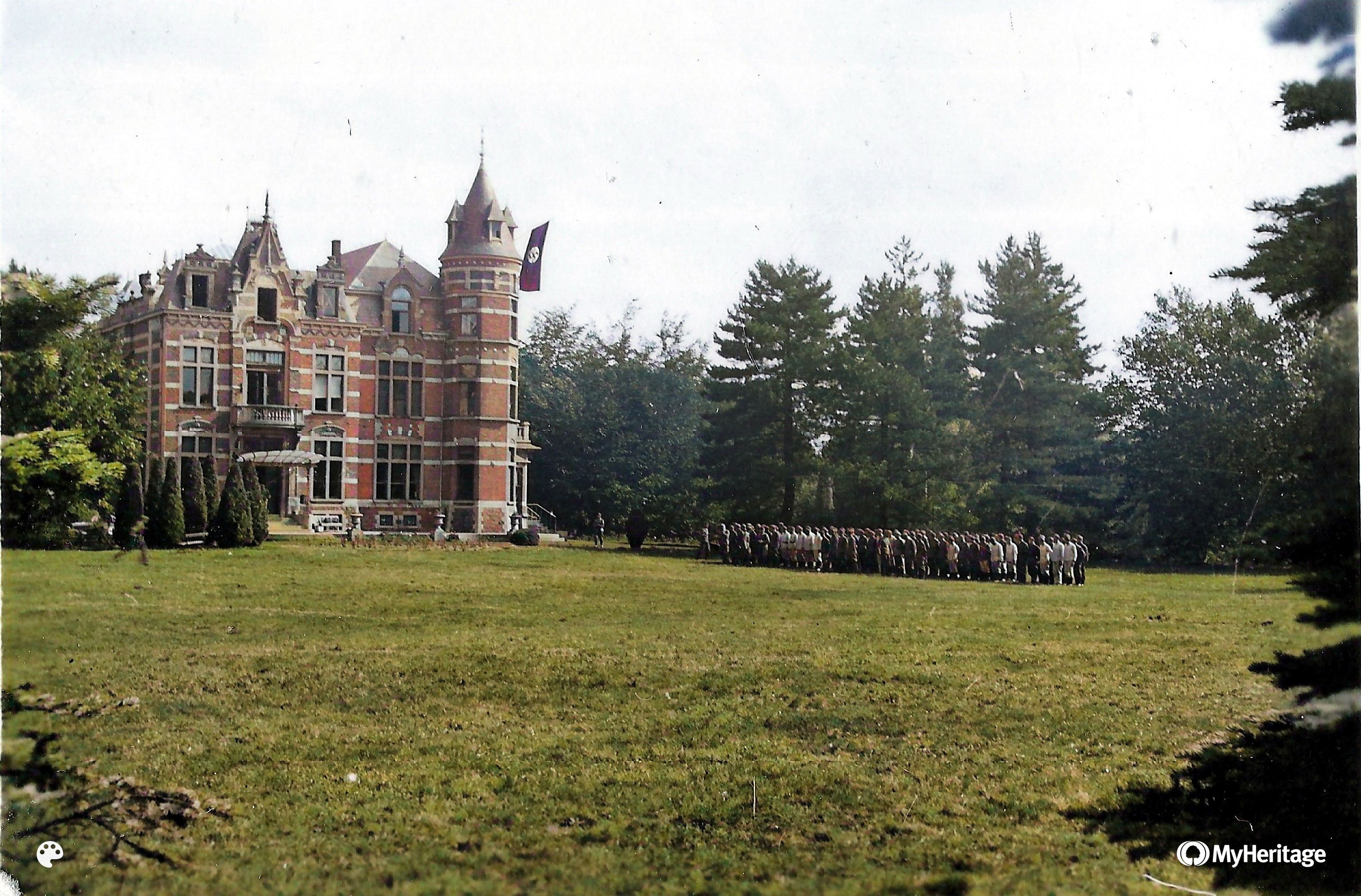
Duitse soldaten groeten hun vlag aan kasteel Savelkoul
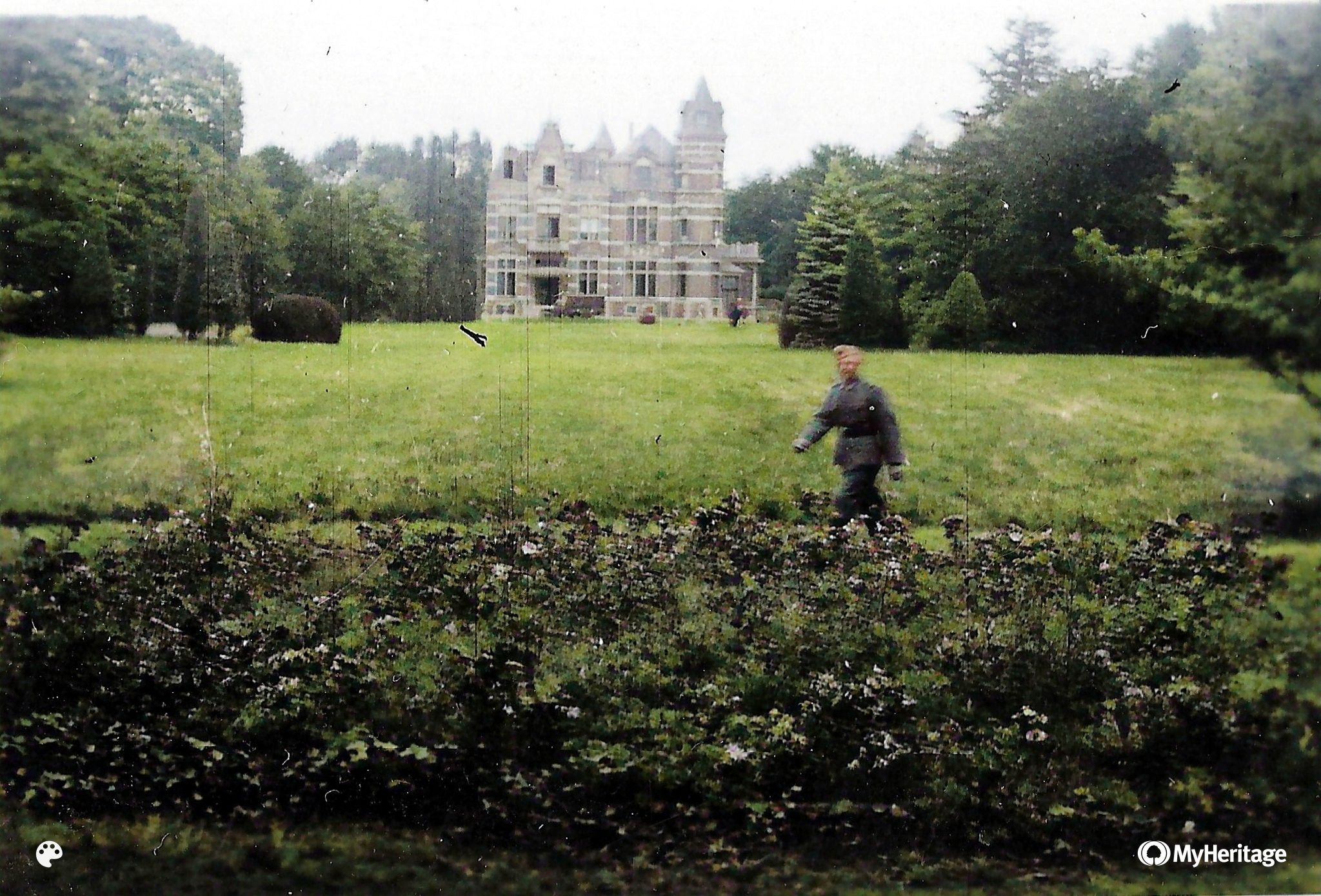
Duitse soldaat wandelt in het park rond kasteel Savelkoul
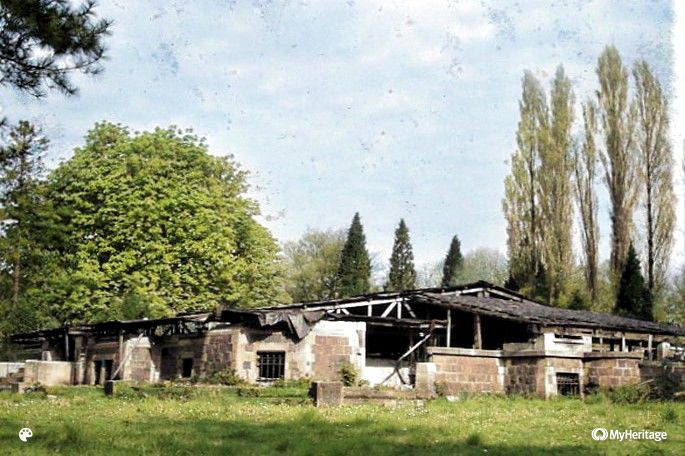
Ruïnes van kasteel Savelkoul, jaren '50
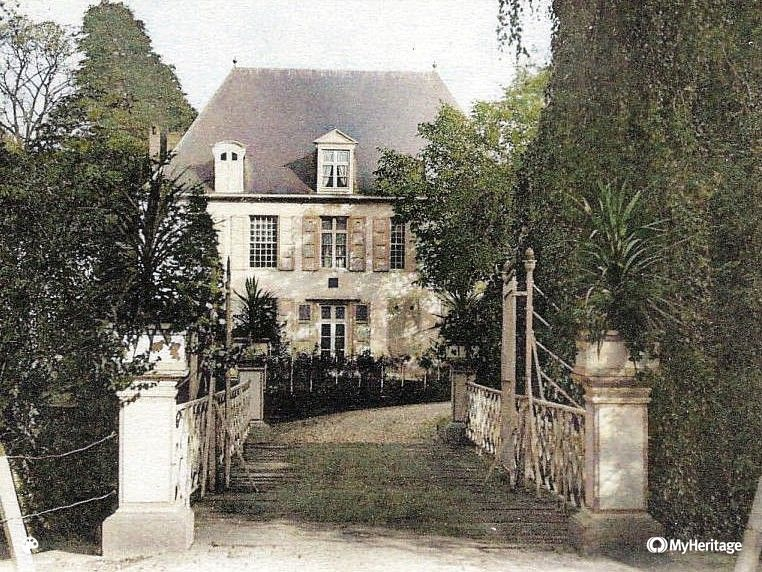
Kasteel Koeisteert in haar hoogdagen
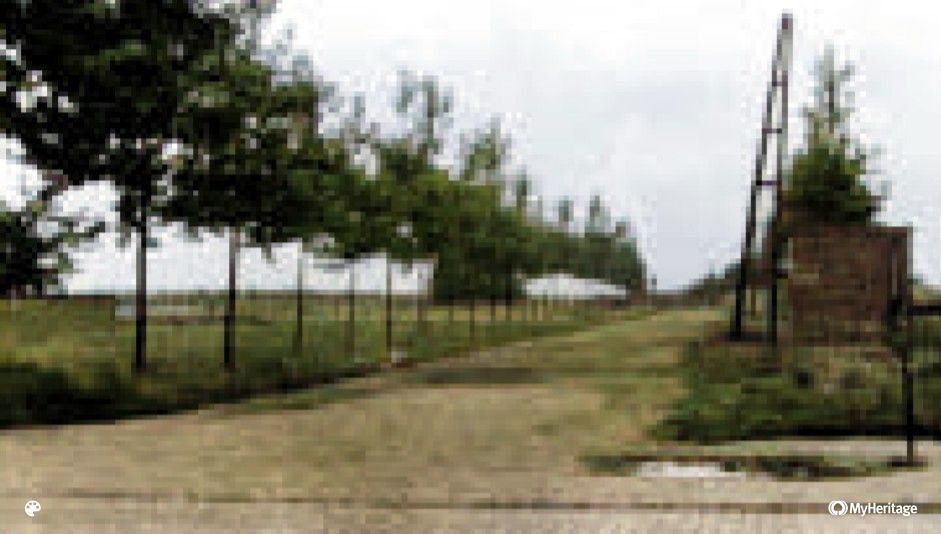
Oprijlaan kasteel Koeistaart, later min of meer de Koeisteerthofdreef
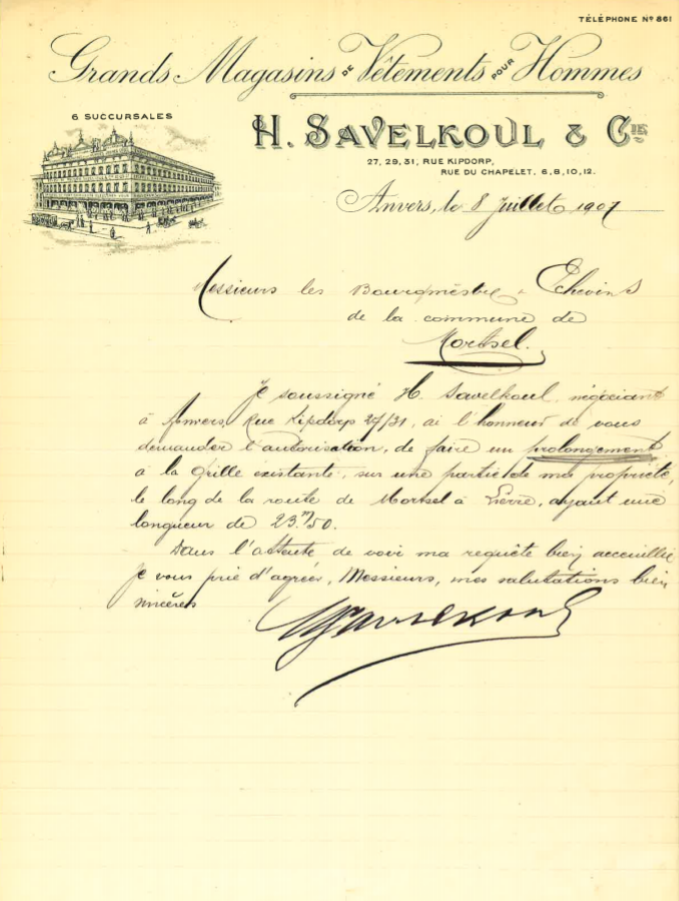
Brief van Savelkoul aan de burgemeester van Mortsel
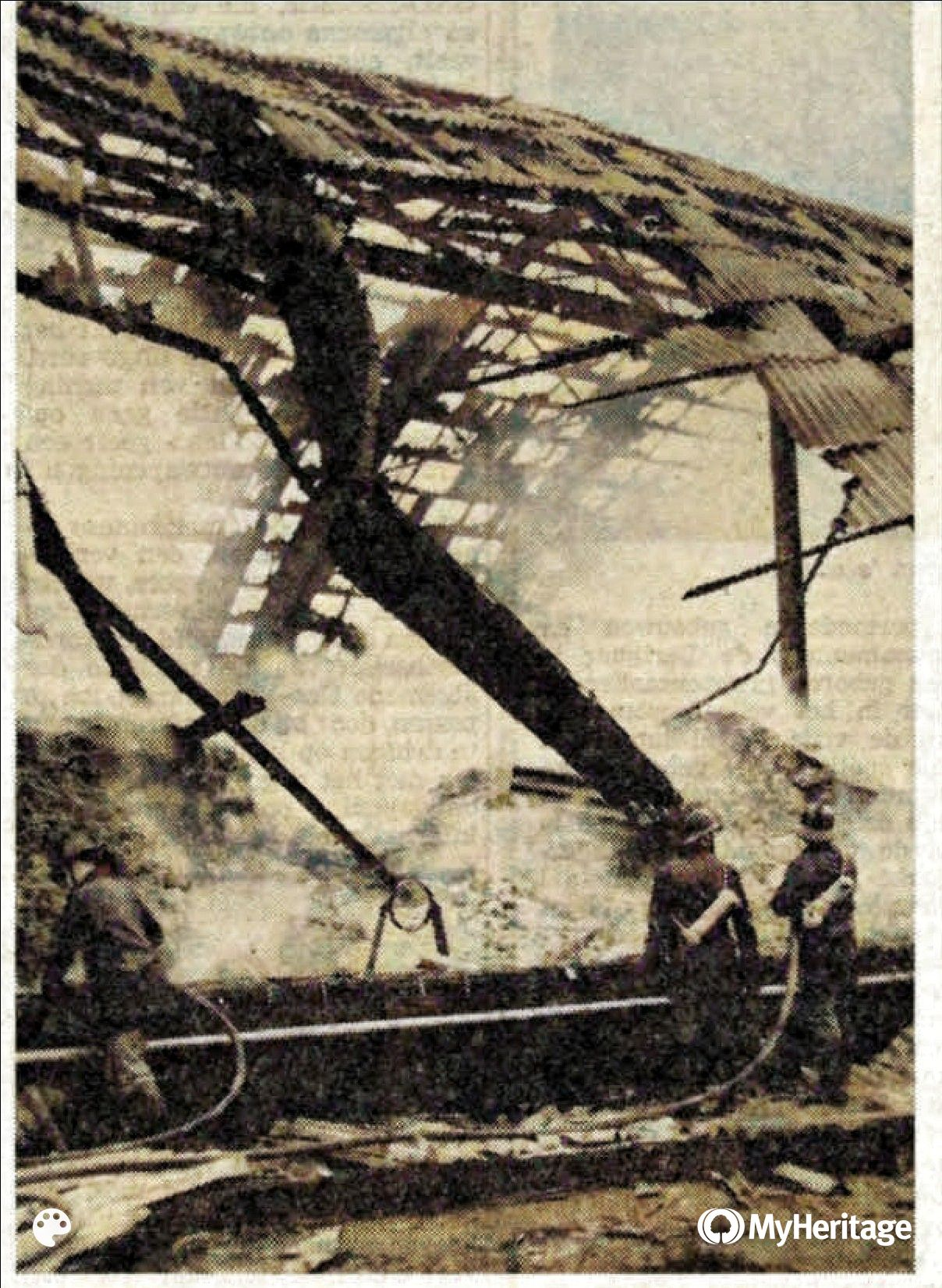
Brand bij Houtindustrie Aubry
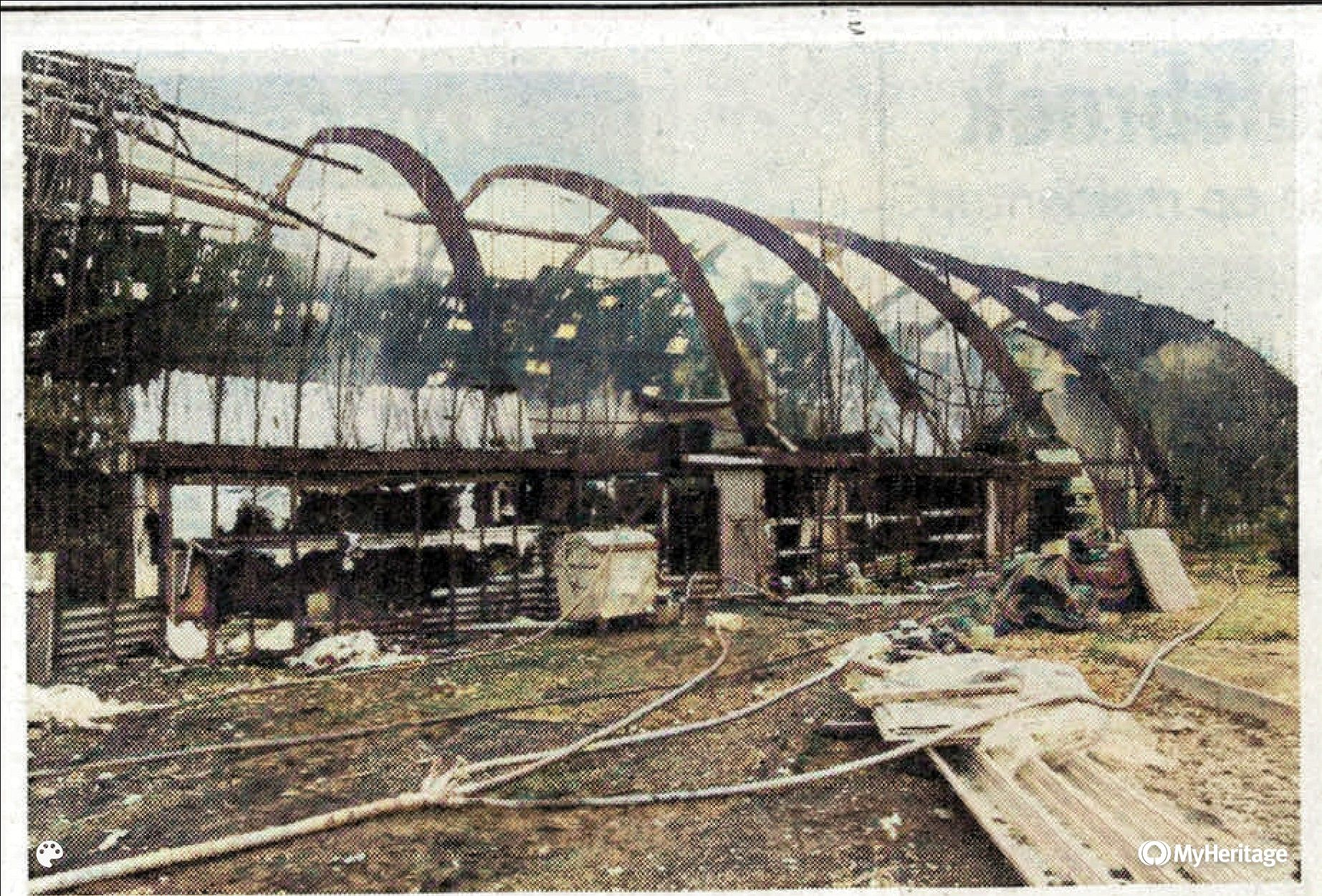
Brand bij tennisclub Blauwe Regen
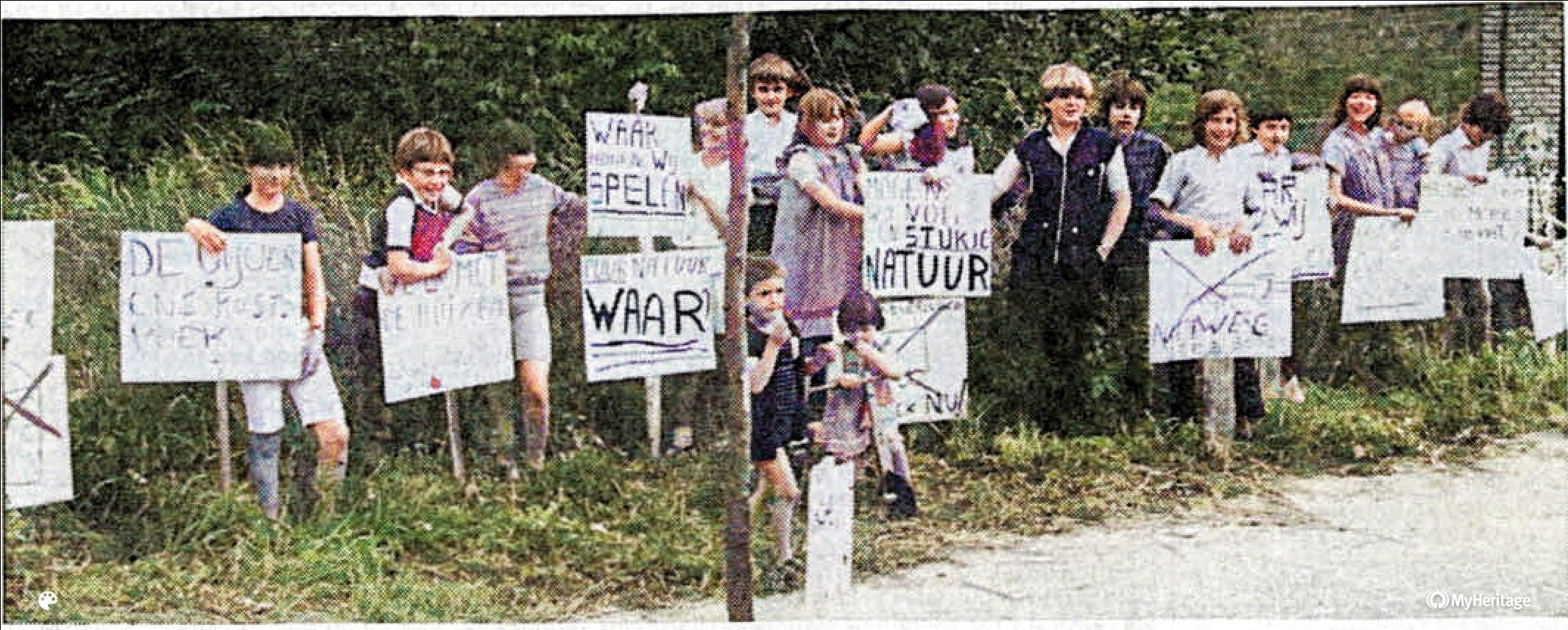
Bende van het eilandje protesteert
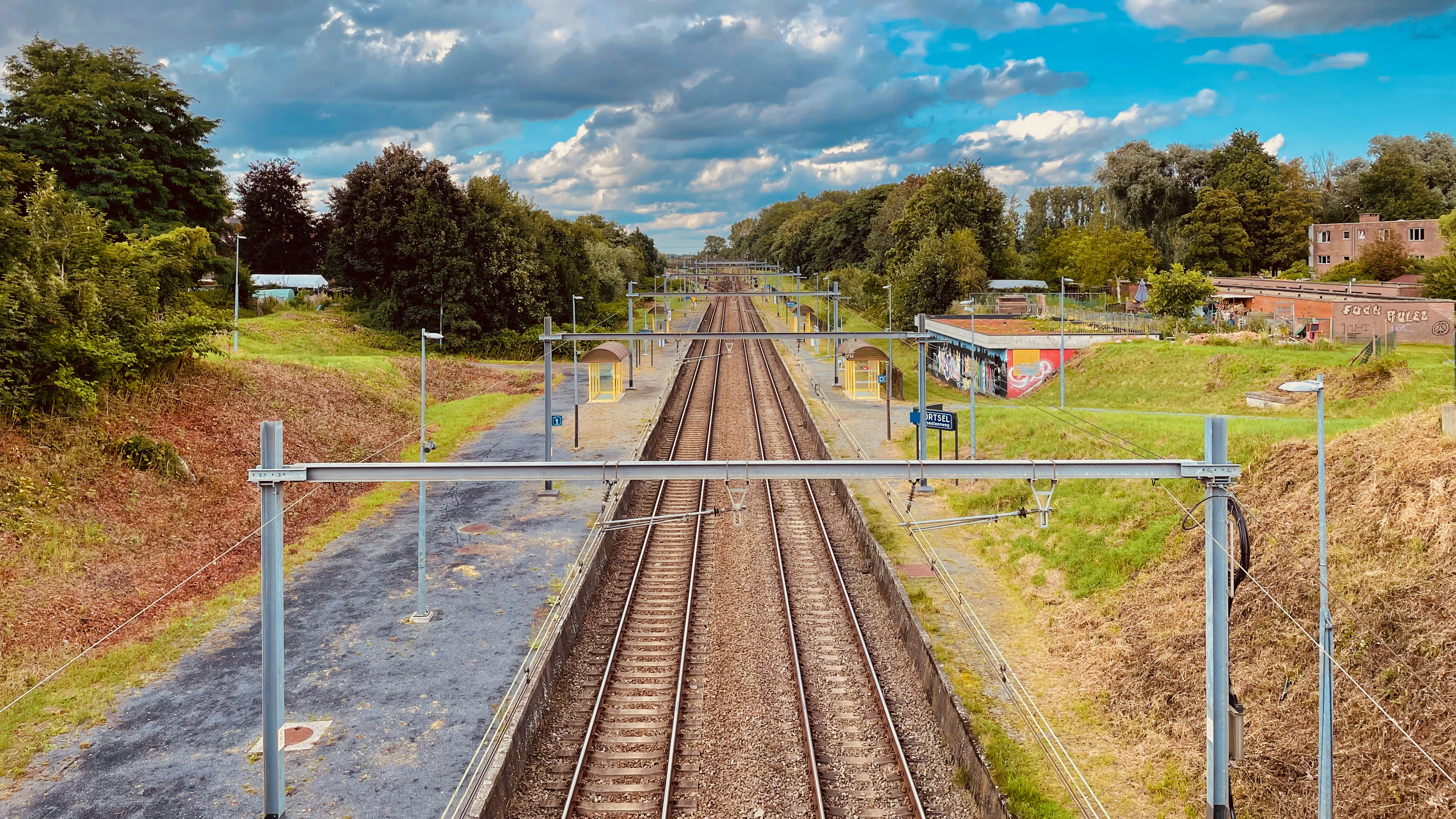
Station Mortsel-Liersesteenweg, met rechts parkeergarages en appartementsgebouwen van de Lieve Gruyaertstraat
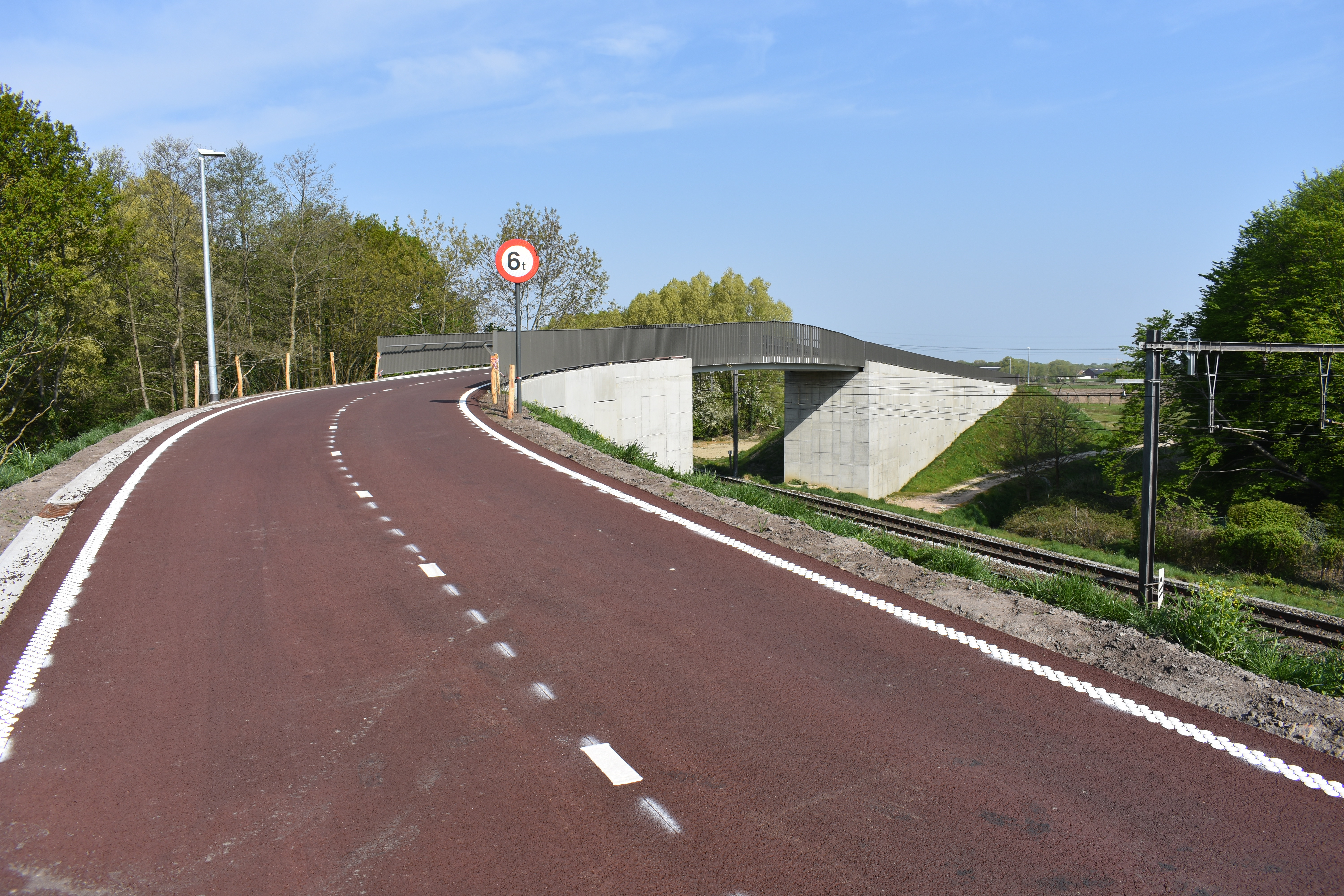
Fietssnelweg F11, met links Park Savelkoul en centraal de fietsbrug
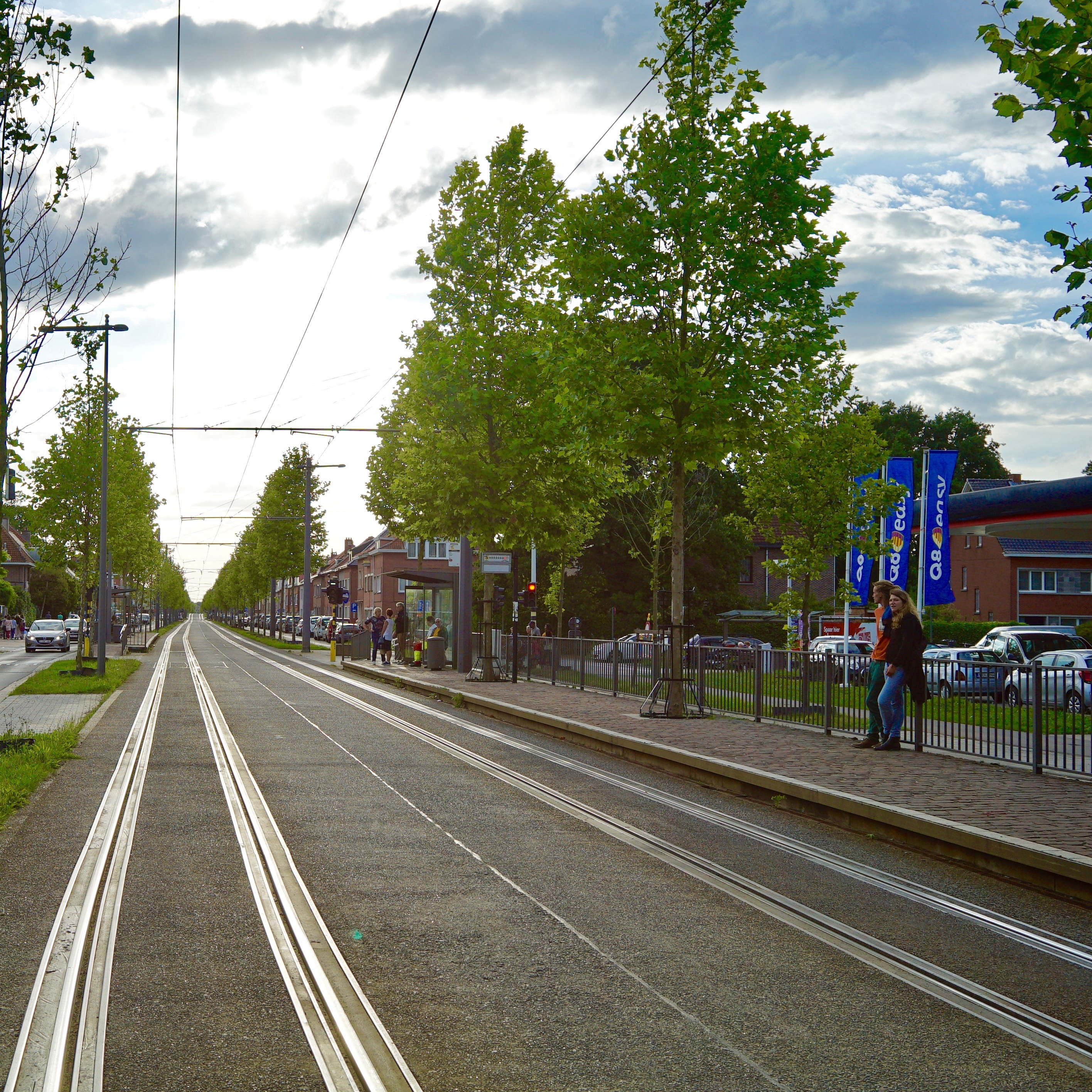
Tram- en bushalte Hof Savelkoul, die onder andere deel uitmaakt van tramlijn 15